# 伴宗
伴 宗（とも の むね）は、平安時代初期の貴族。姓は伴良田連のち伴宿禰。官位は従五位下・大判事。

## 出自
伴良田氏（伴良田連）は、大伴氏の一族で讃岐国多度郡良田郷を発祥とする

## 経歴
地方の出身であったが、若くして大学に入って明法道に専心し、律令を習読した。初め大宰明法博士に任ぜられ、承和8年（841年）右少史、承和11年（844年）右大史、承和12年（845年）左大史と仁明朝後半に太政官の史を歴任する。左大史在任中に発生した善愷訴訟事件では、善愷の訴状を違法に受理して、訴えられた登美直名を私曲して有罪にしたとして、正躬王ら5名の弁官は私罪に該当することから、弁官を解任の上で贖銅10斤を課すべき、との意見書を承和13年（846年）に提出している。
承和14年（847年）外従五位下に叙せられる。嘉祥元年（848年）勘解由次官次いで大判事に転任し、翌承和2年（849年）明法博士を兼ね、嘉祥3年（850年）内位の従五位下に叙せられた。またこの頃、伴良田連から伴宿禰に改姓している。
文徳朝の仁寿4年（854年）備後介を兼ねるが、翌斉衡2年（855年）1月28日卒去。享年64。最終官位は大判事兼明法博士備後介従五位下。

## 官歴
『六国史』による。
- 時期不詳：大宰明法博士
- 承和8年（841年） 日付不詳：右少史
- 承和11年（844年） 正月：右大史
- 承和12年（845年） 6月：左大史
- 時期不詳：正六位上
- 承和14年（847年） 正月7日：外従五位下
- 嘉祥元年（848年） 2月：勘解由次官。5月：大判事
- 承和2年（849年） 2月：兼明法博士
- 時期不詳：伴良田連から伴宿禰に改姓
- 嘉祥3年（850年） 正月7日：従五位下（内位）
- 仁寿4年（854年） 2月16日：兼備後介
- 斉衡2年（855年） 正月28日：卒去（大判事兼明法博士備後介従五位下）